# 7 años
7 años è un film del 2016 diretto da Roger Gual.
È stato il primo film spagnolo ad essere prodotto da Netflix.

## Trama
Quattro amici nonché soci si riuniscono un sabato sera a seguito di un'emergenza. È giunta notizia certa che la loro fortunata società sarà oggetto il lunedì successivo di una ispezione da parte del fisco. È pressoché sicuro inoltre che, nell'occasione, verrà accertato l'enorme quantitativo di denaro che negli ultimi anni è stato illegalmente portato all'estero.
Alla prospettiva di andare tutti in prigione e vedere chiusa l'impresa di cui tutti fanno orgogliosamente parte, i quattro decidono di comune accordo che uno di loro debba sacrificarsi accollandosi tutte le colpe e permettendo agli altri di restare immuni. Si prevede una condanna di sette anni per chi risulterà il prescelto.
Per giungere a questa decisione, i quattro soci ingaggiano José Vega, un esperto mediatore, che avrà il compito di concertare la riunione con imparzialità.
Il mediatore, lasciando sapientemente che siano i quattro interessati a fornire argomenti e a giungere a conclusioni, induce a far uscire allo scoperto anche i reciproci risentimenti mai espressi, tra quelli che con il passare del tempo sono sempre meno amici.
Al termine del durissimo confronto la scelta cade su Luis che anziché accettare l'enorme compenso offertogli da Marcel, esige di avere per risarcimento la maggioranza della società. Marcel non ci sta, ma Carlos e Veronica, per chiudere la questione, accettano di vendere il 13% ognuno delle proprie quote così da accontentare Luis.
Quando Luis sta per dare avvio all'operazione con la quale si incriminerebbe, arriva la notizia che la questione si è clamorosamente risolta. L'ispezione temuta non ci sarà più e il funzionario del fisco incaricato, dietro lauto compenso, non indagherà limitandosi ad effettuare una semplice multa.
Il mediatore può andarsene e la riunione sciogliersi. La società è salva e nessuno dovrà andare in prigione, ma quanto appena vissuto dai quattro amici-soci non permetterà loro di tornare alla vita di tutti i giorni come se nulla fosse accaduto.